# Champions olympiques de l'Équipe unifiée d'Allemagne
Liste des sportifs de l'Équipe unifiée d'Allemagne (par sport et par chronologie) médaillés d'or lors des Jeux olympiques d'été et d'hiver, à titre individuel ou par équipe, de 1896 à 2008.

## Jeux olympiques d'été

### Athlétisme
| Nom                                                         | Discipline(s)        | Année(s) |
| Armin Hary                                                  | 100 m (H)            | 1960     |
| Bernd Cullmann, Armin Hary, Walter Mahlendorf, Martin Lauer | Relais 4 × 100 m (H) | 1960     |
| Willi Holdorf                                               | Décathlon (H)        | 1964     |
| Karin Balzer                                                | 50 m haies (F)       | 1964     |

### Aviron
| Nom | Discipline(s)           | Année(s) |
| Bernhard Knubel, Karl Renneberg, Klaus Zerta | Deux avec barreur (H)   | 1960     |
| Gerd Cintl, Horst Effertz, Klaus Riekemann, Jürgen Litz, Michael Obst                                                                             | Quatre avec barreur (H) | 1960     |
| Manfred Rulffs, Walter Schröder, Frank Schepke, Kraft Schepke, Karl-Heinrich von Groddeck, Karl-Heinz Hopp, Klaus Bittner, Hans Lenk, Willi Padge | Huit                    | 1960     |
| Peter Neusel, Bernhard Britting, Joachim Werner, Egbert Hirschfelder, Jürgen Oelke                                                                | Quatre avec barreur (H) | 1964     |

### Boxe
| Nom               | Discipline(s)                  | Année(s) |
| Wolfgang Behrendt | Poids coq - moins de 54 kg (H) | 1956     |

### Canoë-Kayak
| Nom                                                             | Discipline(s)     | Année(s) |
| Michel Scheuer, Meinrad Miltenberger                            | K-2 - 1 000 m (H) | 1956     |
| Dieter Krause, Günther Perleberg, Paul Lange, Friedhelm Wentzke | K-4 - 500 m (H)   | 1960     |
| Jürgen Eschert                                                  | C-1 - 1 000 m (H) | 1964     |
| Roswitha Esser, Annemarie Zimmermann                            | K-2 - 500 m (F)   | 1964     |

### Cyclisme

#### Cyclisme sur piste
| Nom                                                          | Discipline(s)            | Année(s) |
| Ernst Streng, Lothar Claesges, Karlheinz Henrichs, Karl Link | Poursuite par équipe (H) | 1964     |

### Équitation
| Nom                                                                                       | Discipline(s)               | Année(s) |
| Hans Günter Winkler et Halla                                                              | Saut d'obstacles            | 1956     |
| Hans Günter Winkler et Halla, Fritz Thiedemann et Meteor, August Lütke-Westhues et Ala    | Saut d'obstacles par équipe | 1956     |
| Hans Günter Winkler et Halla, Fritz Thiedemann et Meteor, Alwin Schockemöhle et Ferdl     | Saut d'obstacles par équipe | 1960     |
| Harry Boldt et Remus, Reiner Klimke et Dux, Josef Neckermann et Antoinette                | Dressage par équipe         | 1964     |
| Hermann Schridde et Dozent II, Kurt Jarasinski et Torro, Hans Günter Winkler et Fidelitas | Saut d'obstacles par équipe | 1964     |

### Escrime
| Nom          | Discipline(s) | Année(s) |
| Heidi Schmid | Fleuret (F)   | 1960     |

### Gymnastique

#### Gymnastique artistique
| Nom          | Discipline(s)      | Année(s) |
| Helmut Bantz | Saut de cheval (H) | 1956     |

### Lutte
| Nom               | Discipline(s)                                | Année(s) |
| Wilfried Dietrich | Lutte libre Poids lourds - plus de 87 kg (H) | 1960     |

### Natation
| Nom          | Discipline(s)    | Année(s) |
| Ursula Happe | 200 m brasse (F) | 1956     |

### Plongeon
| Nom           | Discipline(s)       | Année(s) |
| Ingrid Krämer | Tremplin 3 m (F)    | 1960     |
| Ingrid Krämer | Plateforme 10 m (F) | 1960     |
| Ingrid Krämer | Tremplin 3 m (F)    | 1964     |

### Tir
| Nom          | Discipline(s)                    | Année(s) |
| Peter Kohnke | Pistolet à 50 m position couchée | 1960     |

### Voile
| Nom              | Discipline(s) | Année(s) |
| Wilhelm Kuhweide | Finn          | 1964     |

## Jeux olympiques d'hiver

### Combiné nordique
| Noms        | Discipline(s) | Année(s) |
| Georg Thoma | Individuel    | 1960     |

### Luge
| Noms             | Discipline(s) | Année(s) |
| Thomas Köhler    | Simple (H)    | 1964     |
| Ortrun Enderlein | Simple (F)    | 1964     |

### Patinage artistique
| Noms                  | Discipline(s) | Année(s) |
| Manfred Schnelldorfer | Hommes        | 1964     |

### Patinage de vitesse
| Noms        | Discipline(s) | Année(s) |
| Helga Haase | 500 m (F)     | 1960     |

### Saut à ski
| Noms             | Discipline(s)      | Année(s) |
| Helmut Recknagel | Petit tremplin (H) | 1960     |

### Ski alpin
| Noms          | Discipline(s) | Année(s) |
| Ossi Reichert | Géant (F)     | 1956     |
| Heidi Biebl   | Descente (F)  | 1960     |